# Mateusz Alonso de Leciniana
Św. Mateo Alonso de Leciniana (ur. 26 listopada 1702 w Nava del Rey, Valladolid w Hiszpanii, zm. 22 stycznia 1745 w Hanoi w Wietnamie) – dominikanin, męczennik, święty Kościoła katolickiego.
Mateo Alonso de Leciniana urodził się w Nava del Rey w prowincji Valladolid w Hiszpanii 26 listopada 1702 r. wstąpił do klasztoru dominikanów w Segovii. W 1730 r. przybył do Manilii na misje. 13 lutego 1731 wyruszył do Tonkinu w Wietnamie, gdzie dotarł 19 grudnia tego samego roku. Podczas prześladowań został aresztowany w listopadzie 1743 r., gdy sprawował mszę. Zdradził go pewien odstępca chrześcijanin. Został zamknięty w specjalnie przygotowanej klatce i zabrany do domu misyjnego, gdzie obcięto mu włosy i brodę. Po kilku dniach zabrano go razem z kilkoma katechistami do Nam Định. Chrześcijanie zapłacili okup żeby go ratować, mimo to nie odzyskał wolności. Wielokrotnie stawał przed sądem. Został skazany na śmierć, ale jednemu z mandarynów, sympatyzującemu z chrześcijaństwem, udało się zmienić wyrok na więzienie. W więzieniu spotkał dominikanina Franciszka Gil de Frederich. Po pewnym czasie zmieniono ponownie wyrok na karę śmierci. Został ścięty razem z ojcem Gil 22 stycznia 1745 r.
Dzień wspomnienia: 24 listopada w grupie 117 męczenników wietnamskich.
Beatyfikowany 20 maja 1906 r. przez Piusa X. Kanonizowany przez Jana Pawła II 19 czerwca 1988 r. w grupie 117 męczenników wietnamskich.